# Dragmaxia variabilis
Dragmaxia variabilis är en svampdjursart som först beskrevs av Thomas Whitelegge 1907.  Dragmaxia variabilis ingår i släktet Dragmaxia och familjen Axinellidae. Inga underarter finns listade i Catalogue of Life.